# كريستيان دويدج
كريستيان دويدج لاعب كرة قدم اسكتلندي يلعب مع نادي دونفيرملين أتليتيك.